# Weißes Haus, Hintereingang
Weißes Haus, Hintereingang (Original: Backstairs at the White House) ist eine US-amerikanische Fernseh-Miniserie aus dem Jahr 1979. Die Serie basiert auf dem autobiographischen Roman „My Thirty Years Backstairs at the White House“ von Lillian Rogers Parks und beschreibt das Leben der ersten schwarzen Angestellten im Weißen Haus, Maggie Rogers und ihrer Tochter. Der 1961 erschienene Roman löste in den USA großes Aufsehen aus.

## Hintergrund
Die Serie beschreibt aus der Sicht des schwarzen Stubenmädchens die Geschehnisse im Weißen Haus unter den Präsidenten Taft, Wilson, Harding, Coolidge, Hoover, Roosevelt, Truman und Eisenhower. Die Ereignisse werden aus dem Blickwinkel des Personals geschildert. Frances Spatz Leighton und die Romanautorin Lillian Rogers Parks, die 52 Jahre im Weißen Haus arbeitete, schrieben das Drehbuch zur Serie. In den USA wurde die Serie 1979 in vier Folgen ausgestrahlt. Für die Ausstrahlung in Deutschland teilte das ZDF die Serie 1980 in neun Folgen mit jeweils 45 Minuten auf und wurde später von anderen Sendern so übernommen.

## Handlung
1909 wurde die schwarze Maggie Rogers (Olivia Cole) als Stubenmädchen im Weißen Haus eingestellt. Bis dato konnten Schwarze nur Diener und Küchenhilfen werden. Ihre Tochter Lillian (Leslie Uggams) leidet an Kinderlähmung, beißt sich jedoch durch und tritt in die Fußstapfen ihrer Mutter. Zum Personal gehören noch die erste Haushälterin Mrs. Jaffray (Cloris Leachman), die Diener Ike Hoover (Leslie Nielsen), Levi Mercer (Louis Gossett Jr.), Coates (Hari Rhodes) und Dixon (David Downing), die Portiers Mays (Robert Hooks) und Jackson (Bill Overton) und das Dienstmädchen Annie (Helena Carroll). Maggie hat neben der Arbeit zusätzlich Probleme mit ihrer eigenen Familie, die sie zusammenhalten will. Ihr Mann trinkt und treibt sich herum, so lebt sie mit Sohn Emmett und Tochter Lillian allein. Da ihr Job schlecht bezahlt wird, hat Maggie ständig Geldsorgen.

### Die Episoden
Die Episoden sind in der deutschen neunteiligen Fassung beschrieben.

#### 1. Episode
Maggie Rogers wird 1909 als erstes schwarzes Stubenmädchen im Amtssitz des amerikanischen Präsidenten angestellt. So erlebt sie das Alltagsleben der vielleicht mächtigsten Familie der Welt. Gleichzeitig hat sie aber privat mit finanziellen Problemen zu kämpfen. Es ist die Endphase der Amtszeit von Präsident Taft.

#### 2. Episode
Mit der neuen Präsidentengattin Mrs. Wilson schließt Maggie bald Freundschaft. Die First Lady bemüht sich um die Gleichberechtigung der Schwarzen, stirbt aber vorzeitig. Der Präsident heiratet bald wieder, was den Hausangestellten sehr missfällt. Unterdessen kann endlich Maggies Tochter Lillian operiert werden.

#### 3. Episode
Maggie Rogers ist sehr stolz, als sie erfährt, dass ihr Sohn zum Lieutenant befördert wurde. Der junge Mann kehrt jedoch bald mit einer Gasvergiftung nach Amerika zurück. Präsident Wilson erleidet unterdessen einen Schlaganfall. Seine Frau führt die Amtsgeschäfte weiter und sorgt so dafür, dass er im Amt bleibt.

#### 4. Episode
Präsident Wilson wird von Präsident Harding abgelöst. Der neue Hausherr verlangt, dass im Weißen Haus überall Spucknäpfe aufgestellt werden. Politisch gerät er bald in Schwierigkeiten, da mehrere Korruptionsfälle bekannt werden. Außerdem amüsiert sich ganz Washington darüber, dass er seine Frau in aller Öffentlichkeit betrügt. Nur sie scheint nichts davon zu wissen.

#### 5. Episode
Präsident Harding und seine Frau machen eine Reise, auf der der Präsident stirbt. Seine Nachfolge tritt Vizepräsident Coolidge an, der die Hausangestellten mit seinem Humor irritiert. Aber als der neue Präsident erfährt, dass Maggies Sohn Emmett an einer Gasvergiftung leidet, ist er sofort hilfsbereit. Nach den nächsten Wahlen zieht Präsident Hoover ins Weiße Haus.

#### 6. Episode
Die Wirtschaftskrise zwingt auch Maggies Tochter Lillian, im Weißen Haus als Hausmädchen anzufangen. Bei Maggie geht Lillian in eine harte Schule. Ein Attentat auf Präsident Hoover versetzt das Weiße Haus in Alarmbereitschaft. Nach den nächsten Wahlen ziehen die Roosevelts ins Weiße Haus.

#### 7. Episode
Maggie bricht vor Erschöpfung zusammen und muss das Bett hüten. Sie vermisst das Weiße Haus und wartet jeden Abend begierig auf Neuigkeiten ihrer Tochter Lillian, die dort auch als Hausmädchen angefangen hat. Zum Entsetzen ihrer Mutter heiratet Lillian heimlich. Doch ihre Ehe steht unter keinem guten Stern. Da tritt Amerika in den Zweiten Weltkrieg ein.

#### 8. Episode
Als im Weißen Haus Tschiang Kai-Schek erwartet wird, bittet First Lady Roosevelt Maggie noch einmal in den Dienst zurückzukehren, um sich um seine Frau zu kümmern. Doch Maggie überanstrengt sich und muss nun endgültig ihre Stelle aufgeben. Als Roosevelt stirbt, fällt es der Dienerschaft schwer, sich an den neuen Präsidenten Truman zu gewöhnen.

#### 9. Episode
Maggies Tochter Lillian ist in ihre Fußstapfen getreten. Doch als die Eisenhowers in das Weiße Haus einziehen, gehört sie schon zu den ältesten Mitarbeitern und fühlt sich zunehmend fremd. Als ihre Mutter Maggie stirbt und sich die Kennedys ankündigen, beschließt sie, das Weiße Haus zu verlassen. Sie will das Buch schreiben, das ihre Mutter immer plante.

## Deutsche Fassung
Deutsche Fassung: ARENA Synchron Berlin

Dialogbuch: Gerda von Rüxleben

Dialogregie: Lothar Michael Schmitt

Deutsche Episodenlänge: 42'48

### Ausstrahlungen in Deutschland
Erstausstrahlung: 9 Folgen, Januar 1980 bis April 1980 im ZDF
Wiederholungen:
- Oktober 1982 bis Dezember 1982 ZDF
- Mai 1985  Sat.1
- März 1990 Pro Sieben
- Mai 1992 kabel eins
- August 2007 Premiere Serie
- September 2008 Premiere Serie

Bis 2007 wurden alle Wiederholungen in der deutschen Schnittfassung in neun Teilen ausgestrahlt. Premiere zeigte im September 2008 die ursprüngliche vierteilige US-Fassung.

### Darsteller und Deutsche Synchronsprecher
| Schauspieler       | Rolle                      | Deutsche Stimme       |
| ------------------ | -------------------------- | --------------------- |
| Olivia Cole        | Maggie Rogers              | Gisela Fritsch        |
| Leslie Uggams      | Lillian Rogers Parks       | Susanna Bonasewicz    |
| Louis Gossett Jr.  | Levi Mercer                | Michael Chevalier     |
| Robert Hooks       | John Mays                  | Claus Jurichs         |
| Leslie Nielsen     | Ike Hoover                 | Heinz Petruo          |
| Cloris Leachman    | Mrs. Jaffray               | Gudrun Genest         |
| Hari Rhodes        | Butler Coates              | Norbert Langer        |
| Paul Winfield      | Emmett Rogers, sen.        | Joachim Kerzel        |
| Julie Harris       | Helen „Nellie“ Taft        | Bettina Schön         |
| Bill Overton       | Türsteher Jackson          | Norbert Gescher       |
| Victor Buono       | William Howard Taft        | Bernd Rumpf           |
| Michael Ensign     | Benjamin Guggenheim        | Siegfried Schürenberg |
| David Downing      | Butler Dixon               | Joachim Pukaß         |
| Helena Carroll     | First Maid Annie Gilhooley | Inge Landgut          |
| Robert Vaughn      | Woodrow Wilson             | Niels Clausnitzer     |
| Kim Hunter         | Ellen Wilson               | ?                     |
| James A. Watson Jr | Houseman James Fraser      | Ronald Nitschke       |
| Claire Bloom       | Edith Bolling Galt Wilson  | Renate Küster         |
| George Kennedy     | Warren G. Harding          | Heinz-Theo Branding   |
| Ed Flanders        | Calvin Coolidge            | Lothar Blumhagen      |
| Lee Grant          | Grace Coolidge             | Inken Sommer          |
| Larry Gates        | Herbert Hoover             | Martin Hirthe         |
| Eileen Heckart     | Eleanor Roosevelt          | Agi Prandhoff         |
| Harry Morgan       | Harry S. Truman            | Dietrich Frauboes     |
| John Anderson      | Franklin D. Roosevelt      | Eric Vaessen          |
| Estelle Parsons    | Bess Truman                | Elisabeth Ried        |
| Andrew Duggan      | Dwight D. Eisenhower       | Joachim Cadenbach     |
| Barbara Barrie     | Mamie Eisenhower           | Almut Eggert          |
| Jan Sterling       | Lou Hoover                 | Renate Danz           |